# Perereca-pintada
Nyctimantis pomba é uma espécie de anfíbio da família Hylidae. Endêmica do Brasil, pode ser encontrada no município de Cataguases, no estado de Minas Gerais.
Foi descrita em 2013 como Aparasphenodon pomba, mas hoje é conhecida como Nyctimantis pomba. Seu nome popular é perereca-pintada. . O holótipo da espécie está depositado no Museu de Zoologia João Moojen da Universidade Federal de Viçosa.